# Riesengebirge

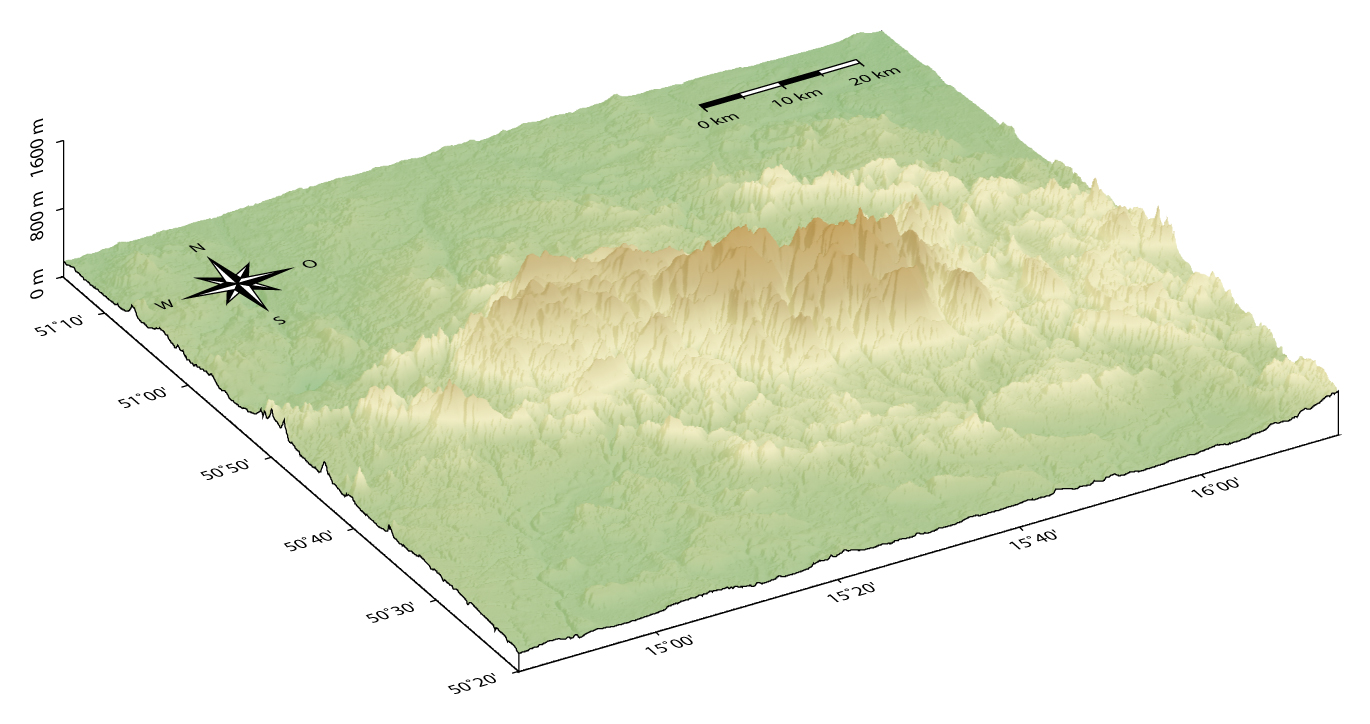
Topographie des Riesengebirges (100-fach überhöht)

Das Riesengebirge (tschechisch Krkonoše Ausspracheⓘ, polnisch Karkonosze, gebirgsschlesisch Riesageberge oder Riesegeberche) ist das höchste Gebirge Tschechiens und Schlesiens. Zentrale Bereiche des Gebirges liegen im 56 km² großen Karkonoski Park Narodowy (Nationalpark Riesengebirge).

## Geographische Lage

Riesengebirge zwischen den Städten Hirschberg (Hirschbg.) im Norden und Reichenberg (Reichenbg.) im Südwesten mit der Schneekoppe (Schneek.) westlich von Liebau auf einer Landkarte von ca. 1905

Das Riesengebirge erstreckt sich an der Grenze zwischen der polnischen Woiwodschaft Niederschlesien und Tschechien und erreicht auf der Schneekoppe (tschech. Sněžka, poln. Śnieżka) eine Höhe von 1603 m. Das Gebirge hat subalpinen Charakter mit eiszeitlichen Gletscherkaren, Bergseen und den steilen felsigen Flanken der Berge. Nahe am Kamm, etwa 7,5 km nordwestlich des Zentrums von Špindlerův Mlýn (Spindlermühle), befindet sich in fast 1400 m Höhe die Quelle der Elbe.
Als höchster Teil der Sudeten ist das Riesengebirge das höchste Gebiet der Mittelgebirgsschwelle. Es überragt den Schwarzwald um mehr als 100 m und war damit bis 1945 das höchste deutsche Mittelgebirge. Seit 1959 (Polen) bzw. 1963 (Tschechoslowakei später Tschechien) steht das Riesengebirge als Nationalpark unter Naturschutz. Große Teile des Riesengebirges stehen zusätzlich als Biosphärenreservat unter dem Schutz der UNESCO.

## Name

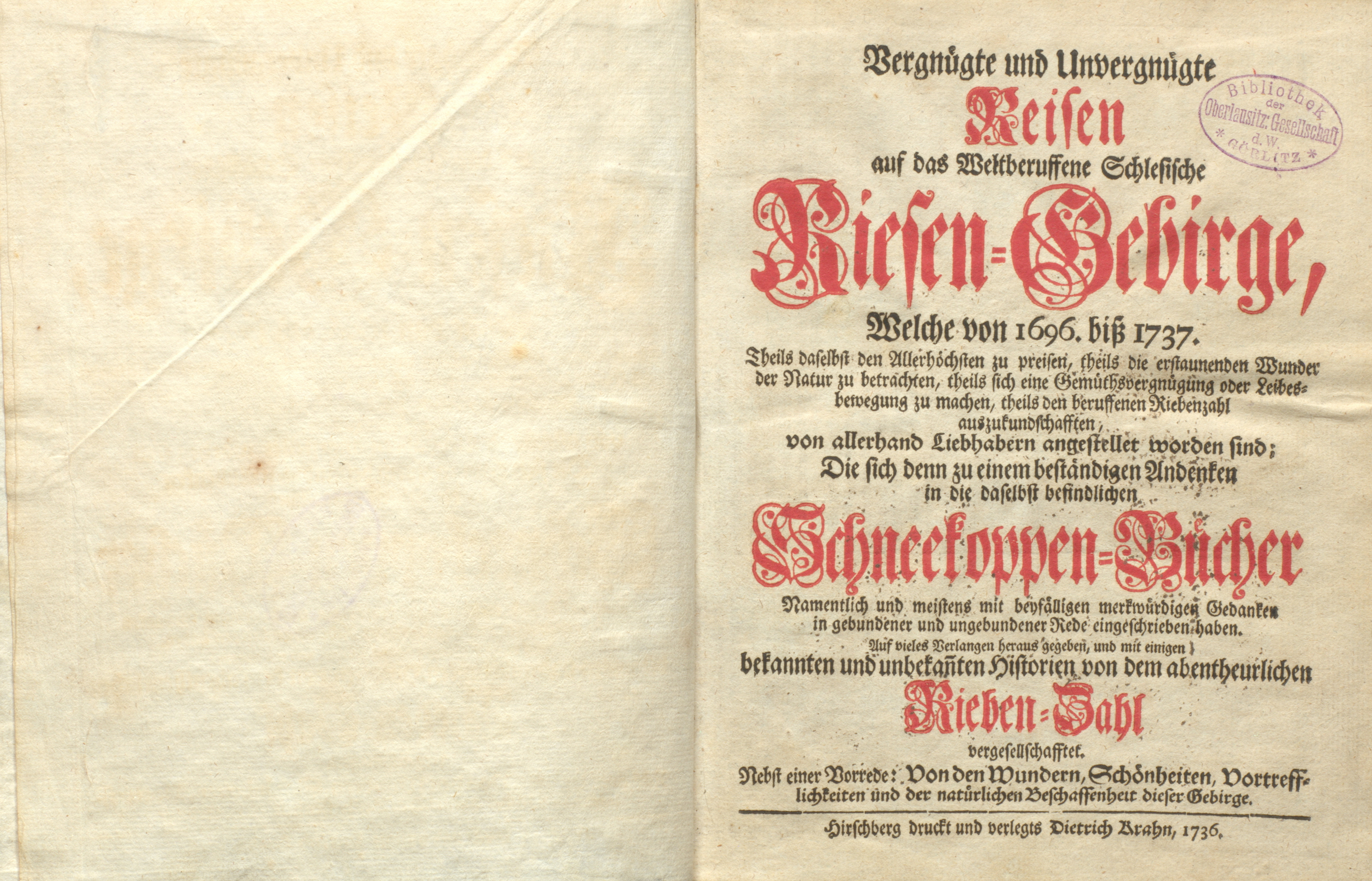
Reisebericht aus dem Riesengebirge von 1696 bis 1736

Die Bezeichnung Riesengebirge wurde bereits Anfang des 18. Jahrhunderts verbreitet. In älteren Urkunden wird das Gebiet meist als Gebirge; Schneegebirge oder Böhmisches Gebirge bezeichnet. Dennoch gibt es schon frühere urkundliche Erwähnungen. Auf der Karte Schlesiens (1571) von Martin Hellweg wird der höchste Berg, die Schneekoppe, als Riesenberg bezeichnet. Ebenso in der Trautenauer Chronik (1549) von Simon Hüttel (… bin ich Symon Hyttel mit eilf nachbarn von Trautenauw auf den Hrisberg zu öberst hinauf spaziert). In der Chronik folgen dann auch Bezeichnungen für das die Schneekoppe umgebende Gebirge (Hrisengepirge, Hrisengebirge, Risengepirge), wobei die Herkunft des Begriffs von der Schneekoppe deutlich wird bei der Bezeichnung Hrisenpergisches Gebirge. Laut Ernst von Seydlitz stammt der Name von Riesen, das sind rutschbahnartige hölzerne Rinnen zum Abtransport geschlagener Baumstämme aus steilen Gebirgstälern.
Der polnische Name des Gebirges lautete bis ins 20. Jahrhundert meist Góry Olbrzymie (Riesengebirge), seltener auch Góry Śnieżne (Schneegebirge). Die heute gängige und auch offizielle Bezeichnung Karkonosze war gleichfalls in Gebrauch und ist eine frühe Übernahme aus dem Tschechischen, wobei der tschechische Name vermutlich auf die bei Ptolemäus bezeugte, wahrscheinlich keltische Form Korkontoi (Κορκόντοι) zurückgeht oder aber altslawischen Ursprungs ist. Das tschechische Krkonoše (im nordostböhmischen Dialekt Kerkonoše) und das davon abgeleitete polnische Karkonosze geht nach Ptolemäus auf den Stamm der Corconti oder Korkontoi zurück, der in Asciburgius, also im Gebiet der Riesengebirges, gelebt haben soll.
Wincenty Pol nannte die Berge 1847 „Góry Olbrzymie“, Kornel Ujejski verwendete im selben Jahr die Bezeichnung „Karkonosze“.

## Geologie

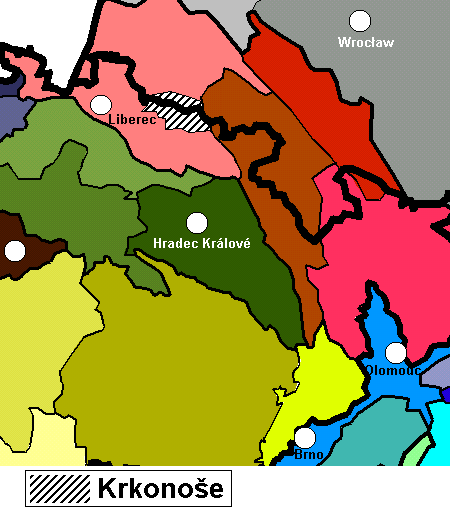
Krkonoše ist die tschechische Bezeichnung für das Riesengebirge, hier markiert innerhalb der geomorphologischen Einteilung Tschechiens und Polens

Das Riesengebirge zeichnet sich durch eine komplexe geologische Struktur aus. Hier finden sich zahlreiche Gesteine (z. B. Granite, Glimmerschiefer und Gneise) und Mineralien wie z. B. Bergkristall. Reste aus der Eiszeit sind die früheren Gletscherseen im nördlichen Teil des Gebirges.
Der Granit stellt die Hauptmasse der Gesteine im Riesengebirge dar. Das Vorkommen in ellipsoider Form, ein typischer Pluton, erreicht in seiner West-Ost-Richtung eine Länge von 66 km und misst an seiner breitesten Stelle 20 km. Im Kern des Vorkommens liegt der Zentralgranit, der von älteren Gneisen und Glimmerschieferzonen ummantelt wird. In diese Gesteinseinheiten ist Magma während der spätkarbonischen Zeit eingedrungen und ist zu Granit erstarrt. Der sogenannte Riesengebirgsgranit besteht aus rötlichblauem oder fleischrotem bis weißblauem Orthoklas, gelbbraunem Oligoklas, Quarz und Biotit. Des Weiteren kommen darin Plagioklas, Muskovit, Pyrit, Apatit und Zirkon vor. Der Granit hat ein porphyrisches oder gleich- bzw. feinkörniges Gefüge. Der gleichkörnige Granit findet sich vor allem auf dem Gebirgskamm, insbesondere um Janowice Wielkie (Jannowitz) und nördlich der sogenannten „Friesensteine“. Er wird auch Berggranit genannt.
Der Granit mit porphyrischem Gefüge, in dessen feinkörniger Grundmasse sich einzelne große Feldspatkristalle als Einsprenglinge befinden, wird am Ostrand des Riesengebirges und südlich von Jelenia Góra (Hirschberg) gefunden.
In Klüfte des Riesengebirgsgranits sind Magmamassen in der Südwest-Nordost-Richtung des Massivs eingedrungen, die Ganggesteine gebildet haben. Die Vorkommen sind bis zu 30 Meter breit und zum Teil kilometerlang. Es handelt sich um Aplite (feinkörnige Granite) und Pegmatite (großkörnige Granite), porphyrische Granite und Lamprophyre. Es finden sich des Weiteren Malchit und Kersantit. Basalte treten nördlich von Jelenia Góra und Orle (Karlsthal) massenhaft an die Oberfläche.
Der rote porphyrische Riesengebirgsgranit wurde um Jannowitz, Karpniki (Fischbach) und Strużnica (Neudorf) abgebaut. Dieser Granit zeigt ein deutliches Richtungsgefüge durch die Paralleleinlagerung der Feldspäte, hat häufig Haarrisse. Er fand vor allem als Baustein Verwendung.
Ausführliche Untersuchungen der Granite des Riesengebirges stammen vor allem von den Geologen Ludwig Milch (1867–1928) und Hans Cloos (1886–1951); letzterer prägte den Begriff der „Granittektonik“.

## Geografie

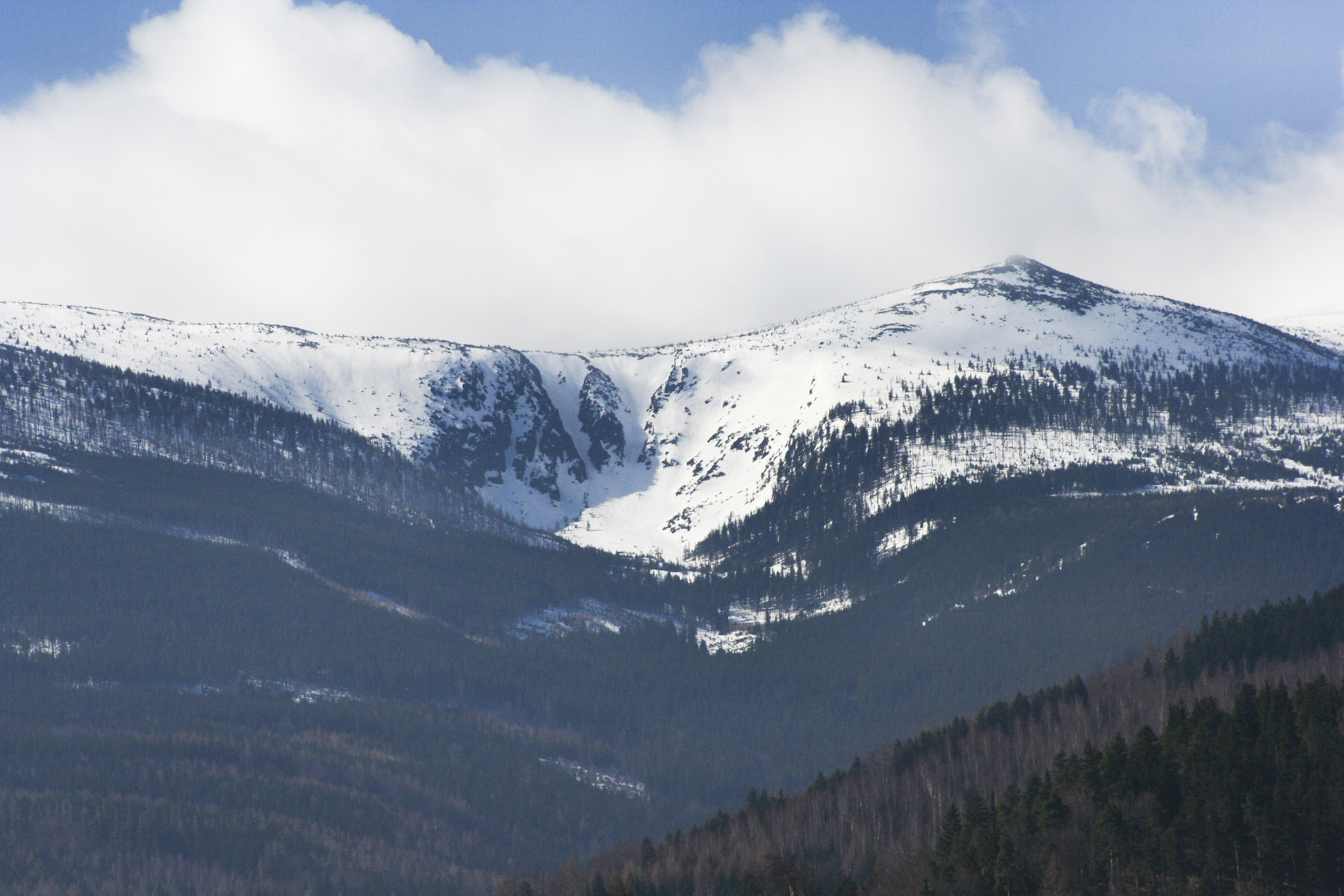
Blick von Norden zum Hauptkamm. Große Sturmhaube (Śmielec) (1424 m) und Schwarze Agnetendorfer Schneegrube (Czarny Kocioł Jagniątkowski)

### Schlesischer Kamm
Der Hauptkamm des Riesengebirges verläuft großenteils in west-östlicher Richtung und bildet die Grenze zwischen Polen und Tschechien. Die auch „Preußischer“ oder „Schlesischer Kamm“ genannte Gipfelkette wird in der Mitte durch die Einsattelung der Mädelwiese (1178 m) in eine westliche und östliche Hälfte geteilt.
Auf dem östlichen Schlesischen Kamm liegt die 1603 m hohe Schneekoppe (poln. Śnieżka, tschech. Sněžka), der höchste Berg des Riesengebirges sowie ganz Tschechiens. Die höchste Erhebung des westlichen Schlesischen Kamms ist mit 1509 m das Hohe Rad.
Auf der Hangleiste am Nordhang des Veilchensteins in einer Höhe von 1000 bis 1050 Metern erstreckt sich die Felsformation Bräuerhansens Steine (polnisch Borówczane Skały).

### Böhmischer Kamm

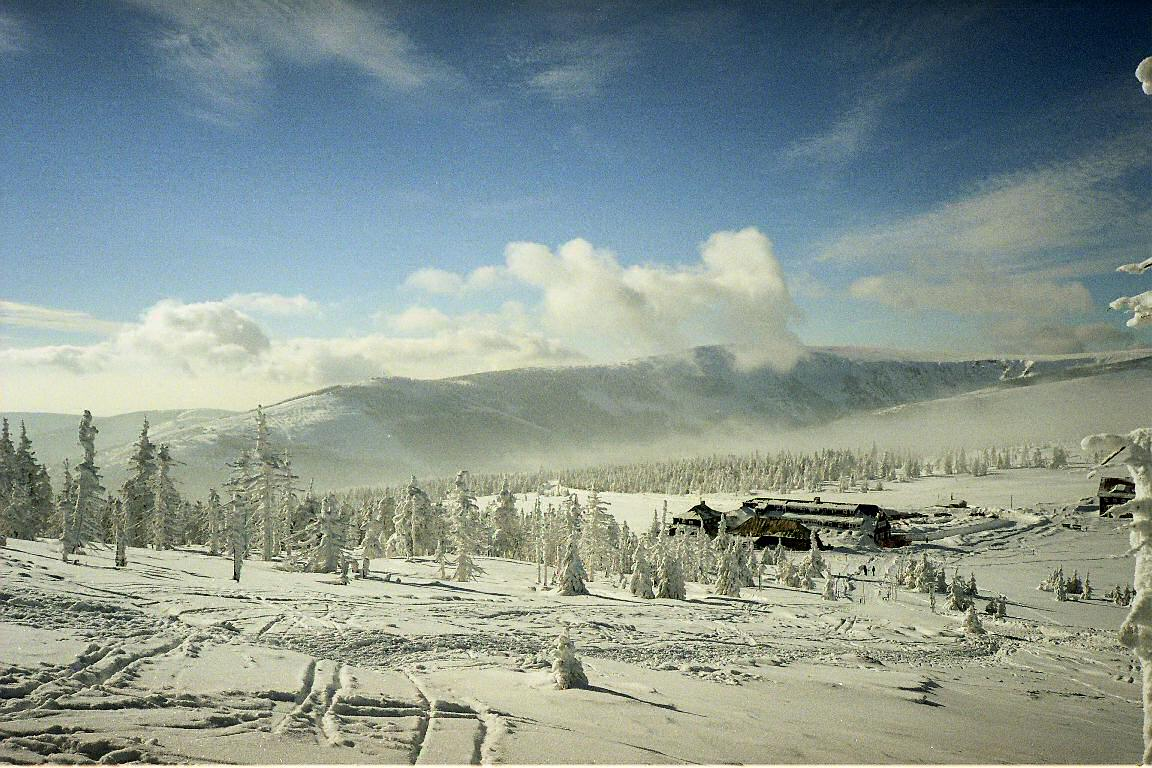
Blick vom Hauptkamm auf den Böhmischen Kamm und die Spindlerbaude (Špindlerova bouda)

In Tschechien verläuft südlich parallel zum Hauptkamm der nur etwa 100 m niedrigere Böhmische Kamm (auch Innerer Kamm genannt). Er wird bei Špindlerův Mlýn von der Elbe durchbrochen und kann daher ebenfalls in einen westlichen und östlichen Teil unterschieden werden. Der Böhmische Kamm besitzt im Westen mit dem 1435 m hohen Kotel (Kesselkoppe) und im Osten mit dem 1555 m hohen Luční hora (Hochwiesenberg) die jeweils höchsten Erhebungen.

### Grenzen und Ausläufer
An den Böhmischen Kamm schließen sich nach Süden hin mehrere Nebenkämme (tschech. Krkonošské rozsochy) an. Auf der schlesischen Nordseite in Polen fällt das Gebirge steil zum Hirschberger Tal hin ab, während es sich auf der böhmischen Südseite in Tschechien zum Böhmischen Becken hin senkt. Das Gebirgsvorland weist jeweils Meereshöhen von 300 Metern oder darüber auf. Im Nordosten setzt sich das Riesengebirge in Polen im Landeshuter Kamm fort, im Südosten reicht es über den Bergrücken Kolbenkamm bis zum Liebauer Tor und Rehorngebirge. Die westliche Begrenzung verläuft entlang des Neuweltpass (886 m) bei Jakuszyce (Jakobsthal), dahinter schließt sich an der polnisch-tschechischen Grenze das Isergebirge an. Die Ausdehnung des Riesengebirges beträgt 631 km², wovon 454 km² auf tschechischem und 177 km² auf polnischem Gebiet liegen.

### Hydrographische Aspekte

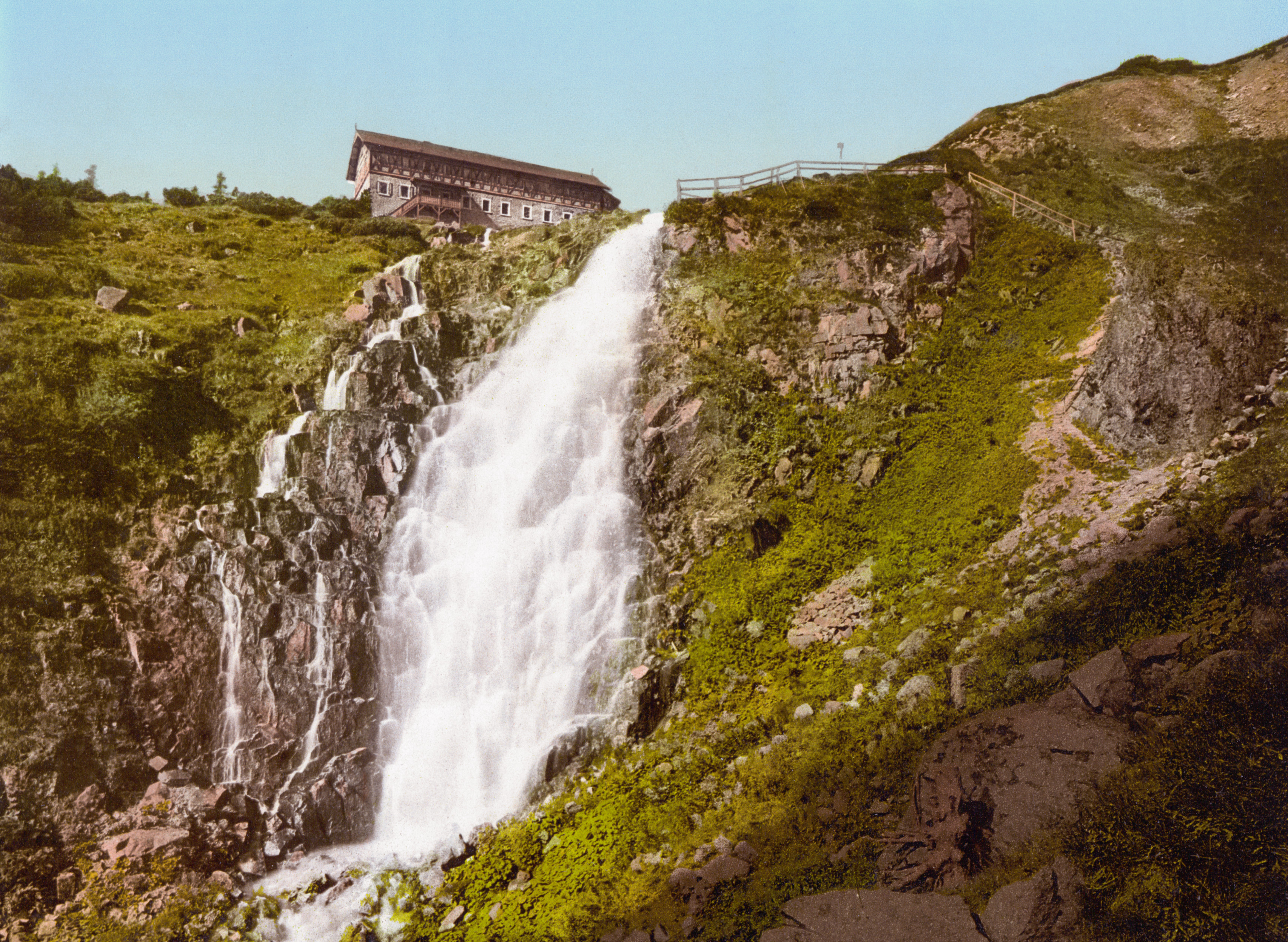
Elbfall mit Elbfallbaude um 1900

Hauptkamm und Böhmischer Kamm sind durch die Täler von Mummel (Mumlava), Elbe (Labe) und Weißwasser (Bílé Labe) getrennt.
Weitere bedeutende Flüsse auf tschechischer Seite sind Velka Úpa (Große Aupa) und Malá Úpa (Kleine Aupa) sowie die Jizerka (Kleine Iser). Die Mumlava und die Jizerka münden in die Jizera (Iser), die im angrenzenden Isergebirge entspringt und den Südwesten des Riesengebirges durchfließt.

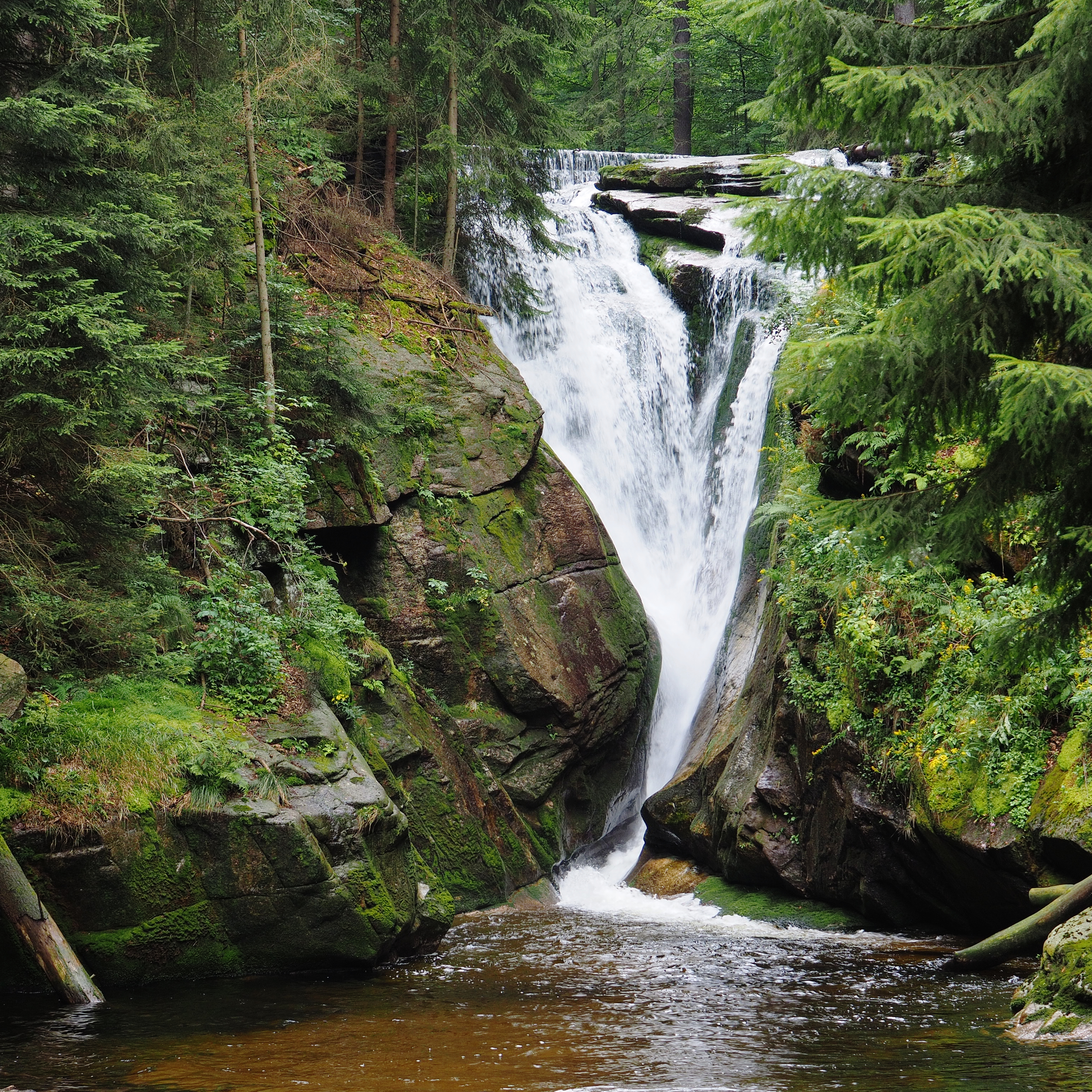
Kochelfall im Zackental unterhalb von Schreiberhau

Die Flüsse der tschechischen Seite stürzen oft über steile Kanten von den Rändern der Höhenzüge in die von eiszeitlichen Gletschern geformten Täler. Die größten Wasserfälle auf der Südseite des Gebirges sind Labský vodopád (Elbfall) mit einer Fallhöhe von 50 m, Pančavský vodopád (Pantschenfall) (140 m, höchster Wasserfall Tschechiens), Horní Úpský vodopád (Oberer Aupafall), Dolní Úpský vodopád (Unterer Aupafall) und Mumlavský vodopád (Mummelfall) (10 m). Die bedeutendsten Flüsse auf polnischer Seite sind Zacken (Kamienna), Lomnitz (Łomnica) und Bober (Bóbr). Sie und ihre Zuflüsse verlaufen häufig in engen Felsschluchten und bilden aufgrund des starken Gefälles ebenfalls imposante Wasserfälle, wie z. B. den Wodospad Kamieńczyka (Zackelfall) (27 m), den Wodospad Szklarki (Kochelfall) (13,5 m), den Wodospad na Łomnicy (Lomnitzfall) (10 m) oder den Wodospad Podgórnej (Hainfall) (10 m).
Über den Hauptkamm des Riesengebirges verläuft die Wasserscheide zwischen Nordsee und Ostsee. Die Flüsse der tschechischen Südseite entwässern über die Elbe in die Nordsee, die Flüsse der polnischen Nordseite über die Oder in die Ostsee.

## Geomorphologie
Das Riesengebirge stellt in der geomorphologischen Einteilung Tschechiens eine Haupteinheit (Celek) dar. Diese wird in weitere Untereinheiten (Podcelek) unterteilt; in diesem Fall Krkonošské hřbety (Hauptkamm), Krkonošské rozsochy (Zweigkämme) und Vrchlabská vrchovina (Hohenelber Bergland).
Jede Untereinheit kann noch in kleinere Bestandteile zerlegt werden, die dann Okrsek (Bezirk), Podokrsek (Unterbezirk) und als kleinste Einheit Část bzw. Vchrol (Abschnitt / Gipfel) genannt werden.
Wie bei den geografischen Bezeichnungen werden fast ausnahmslos tschechische Namensformen im ehemals zweisprachigen Gebiet verwendet. Die Ursache hierfür liegt zum einen in der Sprachenpolitik des tschechoslowakischen Staates nach 1918 bzw. 1945, die zum Ziel hatte, frühere deutsche Namen durch tschechische Entsprechungen oder Neuschöpfungen zu ersetzen. Auf der anderen Seite wurden tschechische Namen von der deutschsprachigen Bevölkerung in ähnlicher Weise missachtet.
Nicht selten gingen bei diesem von Ideologie geprägten Vorgehen Unterscheidungsmerkmale verloren. Als Ergebnis sind oftmals unbestimmte und widersprüchliche Bezeichnungen im Gebrauch, die auch in der geomorphologischen Gliederung des Riesengebirges ihren Niederschlag finden.
Auf der schlesischen, heute polnischen Seite des Riesengebirges waren vor 1945 nur deutsche Namen in Gebrauch. Neue polnische Namen wurden politisch festgesetzt.
Die folgenden beiden Tabellen beruhen auf der Einteilung, wie sie von tschechischer Seite vorgenommen wurde. Tschechische Namen werden daher zuerst genannt, es folgen deutsche Bezeichnungen und, wo vorhanden, polnische Begriffe am Ende.
| Geomorphologische Gliederung des Riesengebirges                                                                          | Geomorphologische Gliederung des Riesengebirges                | Geomorphologische Gliederung des Riesengebirges                |
| Böhmische Masse • Sudeten • Riesengebirgs-Gebiet / Westsudeten                                                           | Böhmische Masse • Sudeten • Riesengebirgs-Gebiet / Westsudeten | Böhmische Masse • Sudeten • Riesengebirgs-Gebiet / Westsudeten |
| --- | -------------------------------------------------------------- | -------------------------------------------------------------- |
| | Farb-Code                                                      | Deutsche Bezeichnung                                           |
| ▃▃ ▃▃ ▃▃ | Westlicher Schlesischer Kamm                                   |                                                                |
| ▃▃▃▃▃▃▃ | Östlicher Schlesischer Kamm                                    |                                                                |
| ■ ■ ■ ■ | Schmiedeberger Kamm oder Forstkamm                             |                                                                |
| ▃▃ ▃▃ ▃▃ | Westlicher Böhmischer Kamm                                     |                                                                |
| ▃▃▃▃▃▃▃ | Östlicher Böhmischer Kamm                                      |                                                                |
| ▃▃▃▃▃▃▃ | Prichowitzer Kamm                                              |                                                                |
| ▃▃ ▃▃ ▃▃ | Rochlitzer Bergland (Kesselkamm)                               |                                                                |
| ▃▃ ▃▃ ▃▃ | Wolfskamm                                                      |                                                                |
| ▃▃▃▃▃▃▃ | Heidelbergkamm                                                 |                                                                |
| ▃▃ ▃▃ ▃▃ | Wachur-Rücken                                                  |                                                                |
| ▃▃▃▃▃▃▃ | Fuchsbergkamm                                                  |                                                                |
| ▃▃ ▃▃ ▃▃ | Rücken der Rose                                                |                                                                |
| ▃▃▃▃▃▃▃ | Marschendorfer Berge (Kolbenkamm)                              |                                                                |
| ▃▃ ▃▃ ▃▃ | Langenauer Berge                                               |                                                                |
| ▃▃▃▃▃▃▃ | Ladichrücken                                                   |                                                                |
| ■ ■ ■ ■ | Rehorngebirge                                                  |                                                                |
| Ergänzende Kartensymbole: Schneekoppe │ Signifikante Gipfel │ von West nach Ost: Neuweltpass, Spindlerpass und Eulenpass |                                                                |                                                                |

| Mezoregion (Haupteinheit = Celek) | Mikroregion (Untereinheit = Podcelek)                       | Teileinheit (Okrsek)                                                                                               | Teileinheit (Okrsek)                                            | Teileinheit (Okrsek) | Gipfel                                 | Höhe |
| --------------------------------- | ----------------------------------------------------------- | --- | --------------------------------------------------------------- | -------------------- | -------------------------------------- | ---- |
| Krkonoše Riesengebirge Karkonosze | Krkonošské hřbety Hauptkamm Główny Grzbiet                  | Slezský hřbet Schlesischer Kamm Śląski Grzbiet                                                                     | Západní Slezský hřbet Westlicher Teil                           | ▃▃ ▃▃ ▃▃             | Vysoké Kolo Hohes Rad Wielki Szyszak   | 1509 |
| Krkonoše Riesengebirge Karkonosze | Krkonošské hřbety Hauptkamm Główny Grzbiet                  | Slezský hřbet Schlesischer Kamm Śląski Grzbiet                                                                     | Východní Slezský hřbet Östlicher Teil                           | ▃▃▃▃▃▃▃              | Sněžka Schneekoppe Śnieżka             | 1603 |
| Krkonoše Riesengebirge Karkonosze | Krkonošské hřbety Hauptkamm Główny Grzbiet                  | Střecha (Slezský hřbet) Schmiedeberger Kamm Kowarski Grzbiet                                                       | Střecha (Slezský hřbet) Schmiedeberger Kamm Kowarski Grzbiet    | ■ ■ ■ ■              | Tabule Tafelstein Skalny Stół          | 1282 |
| Krkonoše Riesengebirge Karkonosze | Krkonošské hřbety Hauptkamm Główny Grzbiet                  | Český hřbet Böhmischer Kamm Czeski Grzbiet                                                                         | Západní Český hřbet Westlicher Teil                             | ▃▃ ▃▃ ▃▃             | Kotel Kesselkoppe Kocioł               | 1435 |
| Krkonoše Riesengebirge Karkonosze | Krkonošské hřbety Hauptkamm Główny Grzbiet                  | Český hřbet Böhmischer Kamm Czeski Grzbiet                                                                         | Východní Český hřbet Östlicher Teil                             | ▃▃▃▃▃▃▃              | Luční hora Hochwiesenberg Łączna Góra  | 1555 |
| Krkonoše Riesengebirge Karkonosze | Krkonošské rozsochy Südliche Zweigkämme Grzbiety południowe | Rýchory Rehorngebirge                                                                                              | Rýchory Rehorngebirge                                           | ■ ■ ■ ■              | Dvorský les Hoflbusch                  | 1033 |
| Krkonoše Riesengebirge Karkonosze | Krkonošské rozsochy Südliche Zweigkämme Grzbiety południowe | Růžohorská hornatina Rosenberger Hochland Gebiet zwischen Rücken der Rose und Kolbenkamm                           | Růžohorská rozsocha Rose, Gebiet zwischen Aupa und Kleiner Aupa | ▃▃ ▃▃ ▃▃             | Růžová hora Rosenberg                  | 1396 |
| Krkonoše Riesengebirge Karkonosze | Krkonošské rozsochy Südliche Zweigkämme Grzbiety południowe | Růžohorská hornatina Rosenberger Hochland Gebiet zwischen Rücken der Rose und Kolbenkamm                           | Maloúpská rozsocha Marschendorfer Berge Lasocki Grzbiet         | ▃▃▃▃▃▃▃              | Lysečina Kolbenberg Łysocina           | 1188 |
| Krkonoše Riesengebirge Karkonosze | Krkonošské rozsochy Südliche Zweigkämme Grzbiety południowe | Černohorská hornotina Schwarzenberger Hochland, Gebiet zwischen Spindlermühle, Petzer, Pommerndorf und Johannisbad | Stráženská rozsocha Wachur-Rücken                               | ▃▃ ▃▃ ▃▃             | Zadní Planina Plattenberg              | 1423 |
| Krkonoše Riesengebirge Karkonosze | Krkonošské rozsochy Südliche Zweigkämme Grzbiety południowe | Černohorská hornotina Schwarzenberger Hochland, Gebiet zwischen Spindlermühle, Petzer, Pommerndorf und Johannisbad | Černohorská rozsocha Fuchsbergkamm                              | ▃▃▃▃▃▃▃              | Liščí hora Fuchsberg Lisia Góra        | 1363 |
| Krkonoše Riesengebirge Karkonosze | Krkonošské rozsochy Südliche Zweigkämme Grzbiety południowe | Žalský hřbet Heidelbergkamm                                                                                        | Žalský hřbet Heidelbergkamm                                     | ▃▃▃▃▃▃▃              | Mechovinec Mooshübel                   | 1081 |
| Krkonoše Riesengebirge Karkonosze | Krkonošské rozsochy Südliche Zweigkämme Grzbiety południowe | Vlčí hřeben Wolfskamm                                                                                              | Vlčí hřeben Wolfskamm                                           | ▃▃ ▃▃ ▃▃             | Vlčí hřeben „S“ Wolfskamm (Nordgipfel) | 1140 |
| Krkonoše Riesengebirge Karkonosze | Krkonošské rozsochy Südliche Zweigkämme Grzbiety południowe | Vilémovská hornatina Wilhelmsthaler Bergland                                                                       | Rokytnická hornatina Rochlitzer Bergland                        | ▃▃ ▃▃ ▃▃             | Čertova hora Teufelsberg               | 1021 |
| Krkonoše Riesengebirge Karkonosze | Krkonošské rozsochy Südliche Zweigkämme Grzbiety południowe | Vilémovská hornatina Wilhelmsthaler Bergland                                                                       | Kapradnická hornatina Prichowitzer Kamm                         | ▃▃▃▃▃▃▃              | Bílá skála Heidstein                   | 964  |
| Krkonoše Riesengebirge Karkonosze | Vrchlabská vrchovina Hohenelber Bergland                    | Janský hřbet Ladichrücken                                                                                          | Janský hřbet Ladichrücken                                       | ▃▃▃▃▃▃▃              | Zlatá Vyhlídka Goldene Aussicht        | 807  |
| Krkonoše Riesengebirge Karkonosze | Vrchlabská vrchovina Hohenelber Bergland                    | Lánovská vrchovina Langenauer Berge                                                                                | Lánovská vrchovina Langenauer Berge                             | ▃▃ ▃▃ ▃▃             | Sovinec                                | 765  |

Anmerkungen

1. ↑  Die gemeinsame Herkunft der Begriffe ist augenfällig (růže = Rose; hora = Berg → Rosenberger Hochland).
2. ↑  Die Benennung erfolgt wie häufig nach der ersten signifikanten Erhebung. Der Name Schwarzenberg beruht vermutlich auf der üppigen und daher dunkel scheinenden Vegetation; die Namensverwandtschaft zwischen dem Adelsgeschlecht der Schwarzenberger, das hier eine Besitzung hatte, und dem Berggipfel ist jedoch rein zufällig.
3. ↑  Benannt nach dem Dorf Vilémov (Wilhelmsthal) an der Iser (nicht zu verwechseln mit Vilémov (Willomitz)).
4. ↑  Benannt nach dem Berg Kapradnik (Farmberg) oberhalb von Kořenov (Bad Wurzelsdorf).
5. ↑  Benannt nach der Gemeinde Příchovice (Stephansruh, auch Prichowitz)
6. ↑  Benannt nach dem Gebiet um Lánov (Langenau)

## Natur

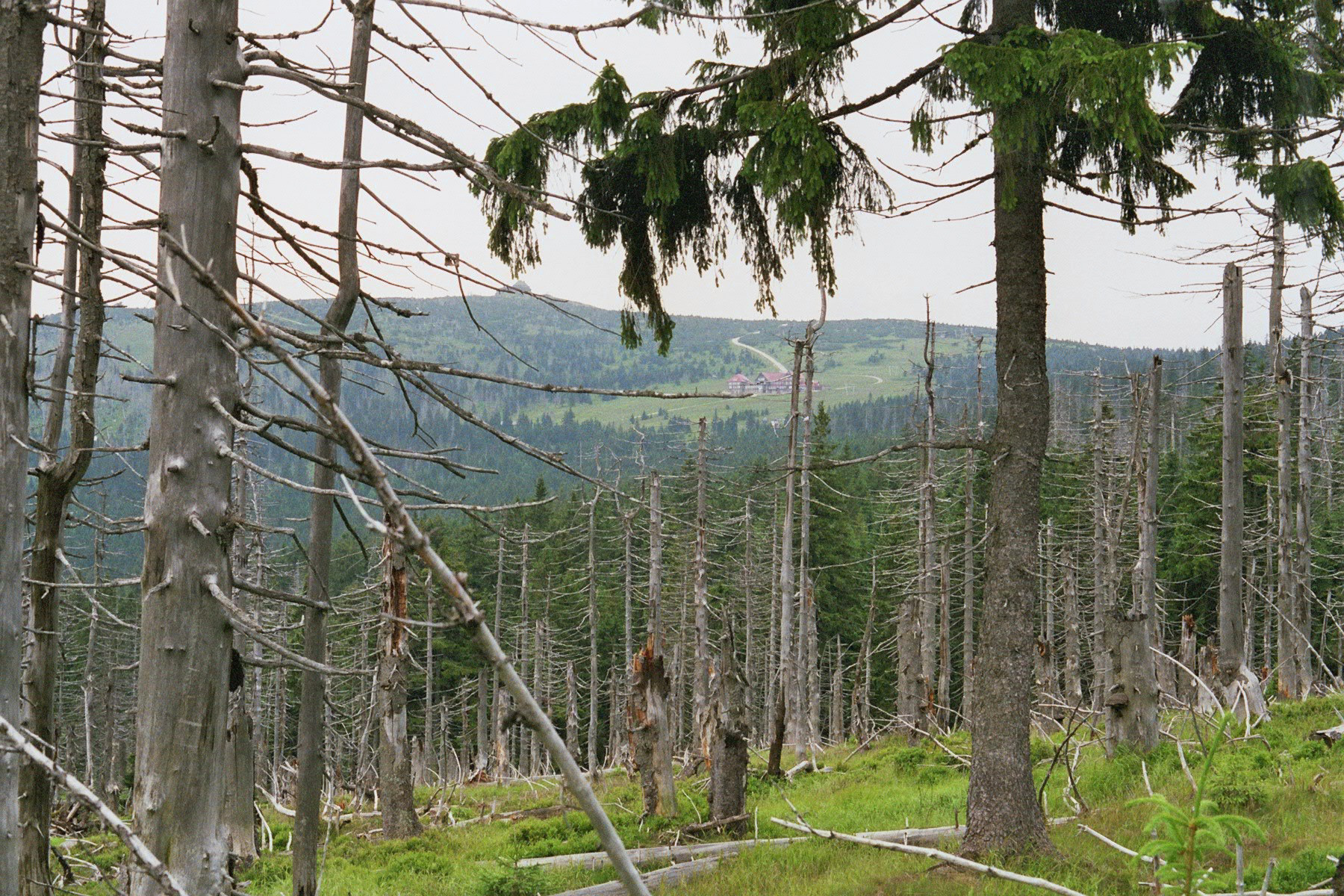
Abgestorbene Fichten im Moorgebiet am Nordabfall des Hauptkamms (2005)

Im Riesengebirge ist die typische Zonierung der Vegetation nach Höhenstufen eines mitteleuropäischen Gebirges vertreten. Die Flusstäler und niederen Lagen bilden die submontane Stufe. Die hier ursprünglich vorherrschenden Laub- und Mischwälder wurden jedoch größtenteils durch Fichtenmonokulturen ersetzt. Nur in den Flusstälern sind noch Reste der Laubwälder vorhanden.
Daran schließt die montane Vegetationsstufe an. Deren natürliche Nadelwaldbestände wurden ebenfalls zum großen Teil durch Fichtenmonokulturen ersetzt. Diese sind durch Luftverschmutzung und Bodenversauerung oft stark geschädigt. An vielen Stellen ist der Wald großflächig abgestorben. Der Grund ist die geografische Lage im Schwarzen Dreieck, einer Region um das deutsch-polnisch-tschechische Dreiländereck, in der eine große Zahl von Elektrizitätswerken, die mit Braunkohle betrieben werden, existiert. Zwar wurde deren Schwefeldioxidemission, die hauptverantwortlich für den sauren Regen ist, sowie die Emission vieler anderer Luftschadstoffe seit Beginn der 1990er-Jahre stark reduziert, trotzdem konnte der Prozess des Waldsterbens, der bereits in den 1970er-Jahren einsetzte und Ende der 1980er-Jahre seinen Höhepunkt erreichte, noch nicht vollständig gestoppt werden.

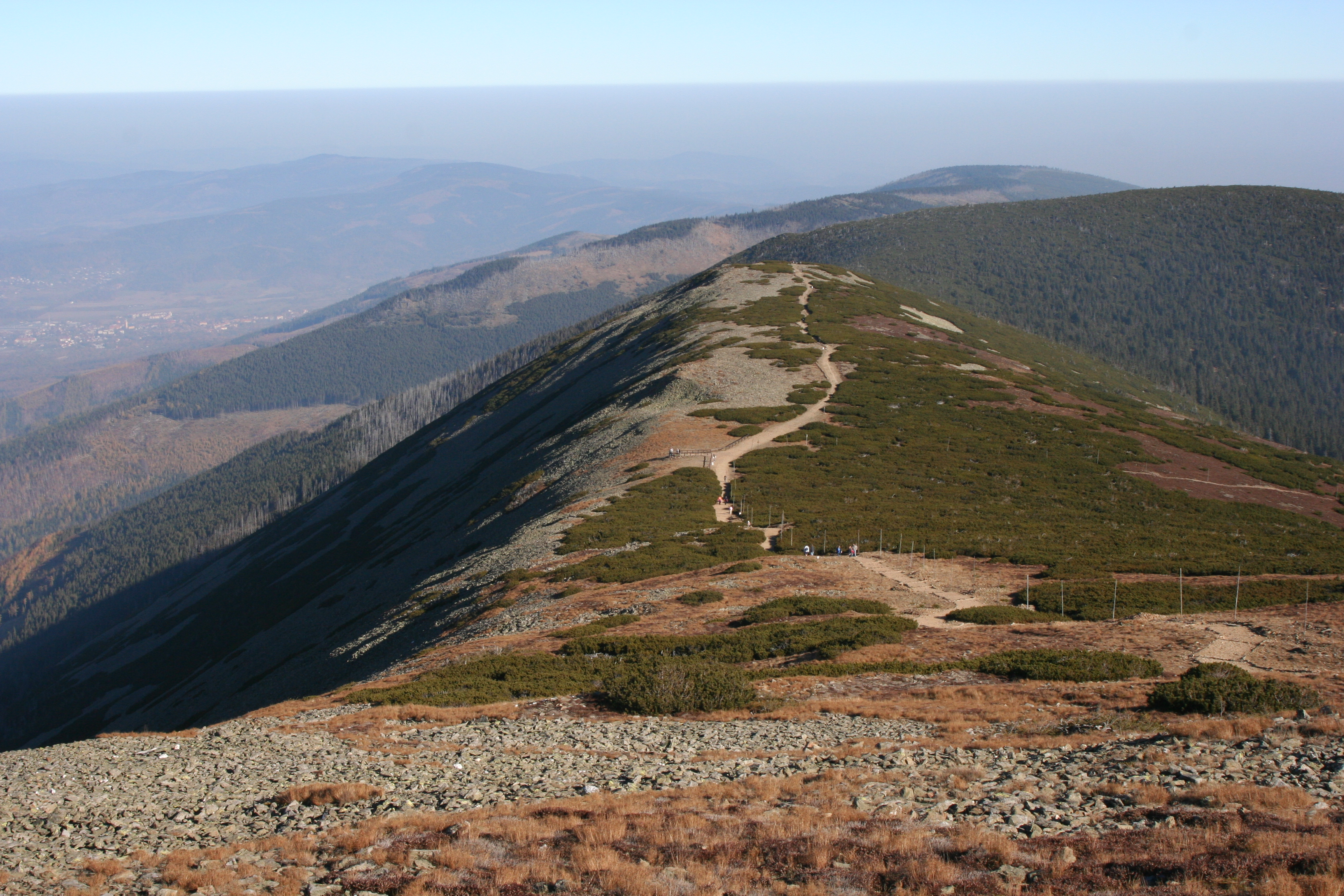
Alpine Vegetationsstufe am Riesenkamm (1400 m), östlich der Schneekoppe

Oberhalb der Baumgrenze in ca. 1250–1350 m Höhe liegt die subalpine Vegetationsstufe. Sie ist vor allem von Knieholzbeständen, subarktischen Hochmooren sowie natürlichen und sekundären Borstgraswiesen geprägt.
Borstgraswiesenstandorte vor der anthropogenen Besiedlung waren der Gletscherkar und die Urwiese.

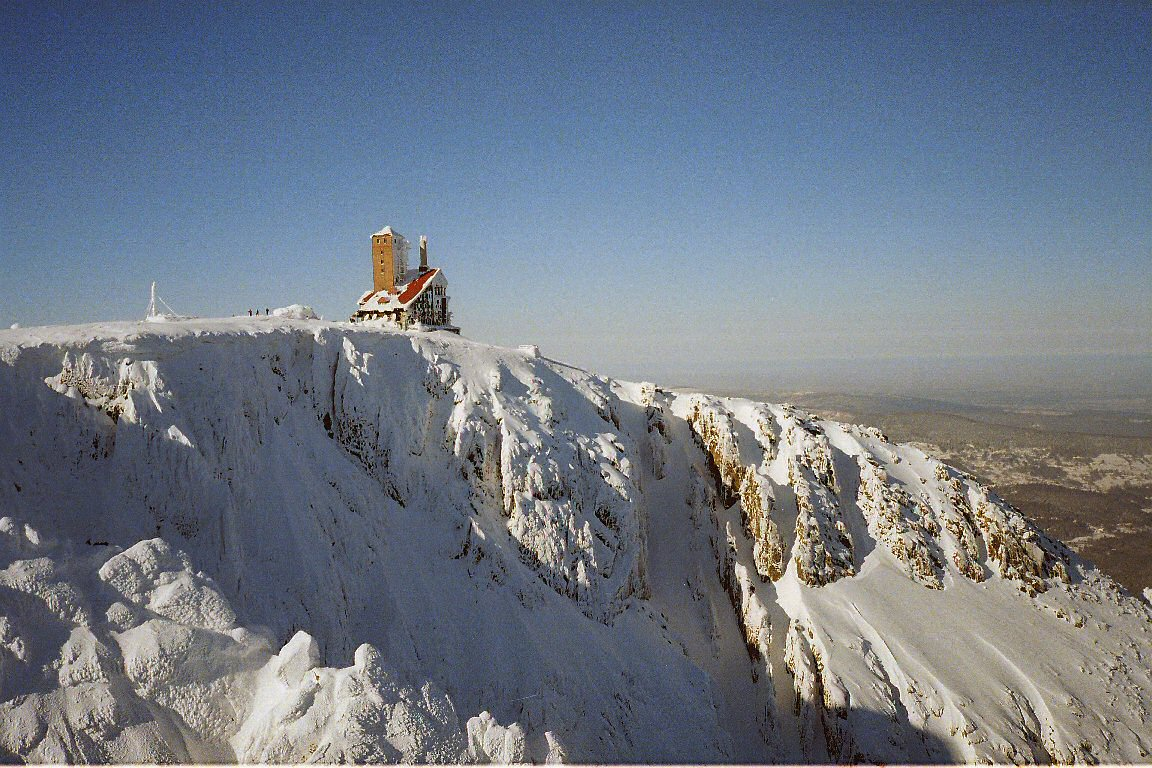
Schneegruben und ehemalige Schneegrubenbaude (Schronisko nad Śnieżnymi Kotłami)

Diesem Lebensraum kommt im Riesengebirge eine besondere Bedeutung zu. Es handelt sich hierbei um einen Rest der arktischen Tundra, die während der Eiszeiten in Mitteleuropa vorherrschte. Gleichzeitig bestand jedoch eine Verbindung zum alpinen Grasland der Alpen. Es existieren hier Pflanzenarten nebeneinander, die sonst mehrere tausend Kilometer voneinander getrennt sind, z. B. Moltebeeren. Einige Arten entwickelten sich unter den speziellen Bedingungen des Riesengebirges anders als in den Alpen oder in der Tundra. Sie sind endemisch, das heißt, sie kommen nur hier vor.
Nur auf den höchsten Gipfeln Schneekoppe, Hochwiesenberg (Luční hora), Brunnberg (Studniční hora), Hohes Rad, Kesselkoppe (Kotel) und Reifträger (Szrenica) findet man die alpine Vegetationsstufe. Hier herrschen Gras- und Flechtengesellschaften vor, deren Lebensraum ausgedehnte, aus Felstrümmern bestehende Schutthalden bilden.
Besonders artenreich sind Gletscherkare wie der Riesengrund (Obří důl), der Elbgrund (Labský důl) und der Weißwassergrund (Důl Bílého Labe) auf der Südseite und die dramatischen Schneegruben (Śnieżne Kotły), der Melzergrund (Kocioł Łomniczki) sowie die Kessel der Bergseen Großer Teich (Wielki Staw) und Kleiner Teich (Mały Staw) auf der Nordseite des Hauptkamms. Die artenreichsten Stellen nennt man zahrádka („Gärtchen“). Davon gibt es im Riesengebirge etwa 15, z. B. Čertova zahrádka (Teufelsgärtchen) und Krakonošova zahrádka (Rübezahls Gärtchen).

## Naturschutz
Sowohl auf tschechischer Seite als auch auf polnischer Seite sind große Teile des Riesengebirges als Nationalpark geschützt. Der Wegbereiter für den Naturschutz im Riesengebirge war Johann Nepomuk von Harrach, der 1904 eine Fläche von 60 ha im Elbgrund zum Naturschutzgebiet erklären ließ, um die Riesengebirgsflora zu erhalten.

### Karkonoski Park Narodowy (KPN)
Der 56 km² große Karkonoski Park Narodowy (KPN, Nationalpark Riesengebirge) besteht als polnischer Nationalpark bereits seit 1959. Er umfasst vor allem die sensiblen Hoch- und Gipfellagen des Gebirges ab etwa 900–1000 m Höhe und einige besondere Naturreservate unterhalb dieser Zone.

### Krkonošský národní park (KRNAP)

Logo des KRNAP

Anschließend an den polnischen Nationalpark wurde 1963 der Krkonošský národní park (KRNAP, Nationalpark Riesengebirge) als erster Nationalpark in der Tschechoslowakei eingerichtet. Seine Fläche beträgt annähernd 370 km². Unter Schutz stehen nicht nur die subalpinen Kammlagen, sondern auch die Bereiche bis an den Fuß des Gebirges.
Die strengen Naturschutzbestimmungen des polnischen Nationalparks lassen keine künstliche Wiederaufforstung der durch das Waldsterben in den 1970er- und 1980er-Jahren betroffenen Bereiche des Gebirges zu. Auf tschechischer Seite hingegen wird Wiederaufforstung betrieben.

## Klima
Das Klima des Riesengebirges ist von häufigen Wetterumschwüngen geprägt. Die Winter sind kalt und Schneehöhen über drei Meter keine Seltenheit. Weite Teile des Gebirges verbergen sich ca. 5–6 Monate unter einer Schneedecke. Die höheren Lagen sind oft in dichten Nebel gehüllt. Der Gipfel der Schneekoppe ist an durchschnittlich 296 Tagen zumindest zeitweise im Nebel bzw. in den Wolken verborgen. Die Durchschnittstemperatur auf der Schneekoppe beträgt ca. 0,2 °C. Die Kammlagen gehören zu den windexponiertesten Gegenden Europas. Auf der polnischen Seite ist der Föhn eine häufige Wettererscheinung. Der jährliche Niederschlag reicht von ca. 700 mm am Fuße des Gebirges bis zu 1230 mm auf der Schneekoppe. Mit bis zu durchschnittlich 1512 mm in den Schneegruben werden die höchsten Niederschlagsmengen jedoch in den Tälern am Fuße des Hauptkammes erreicht.

## Besiedlung

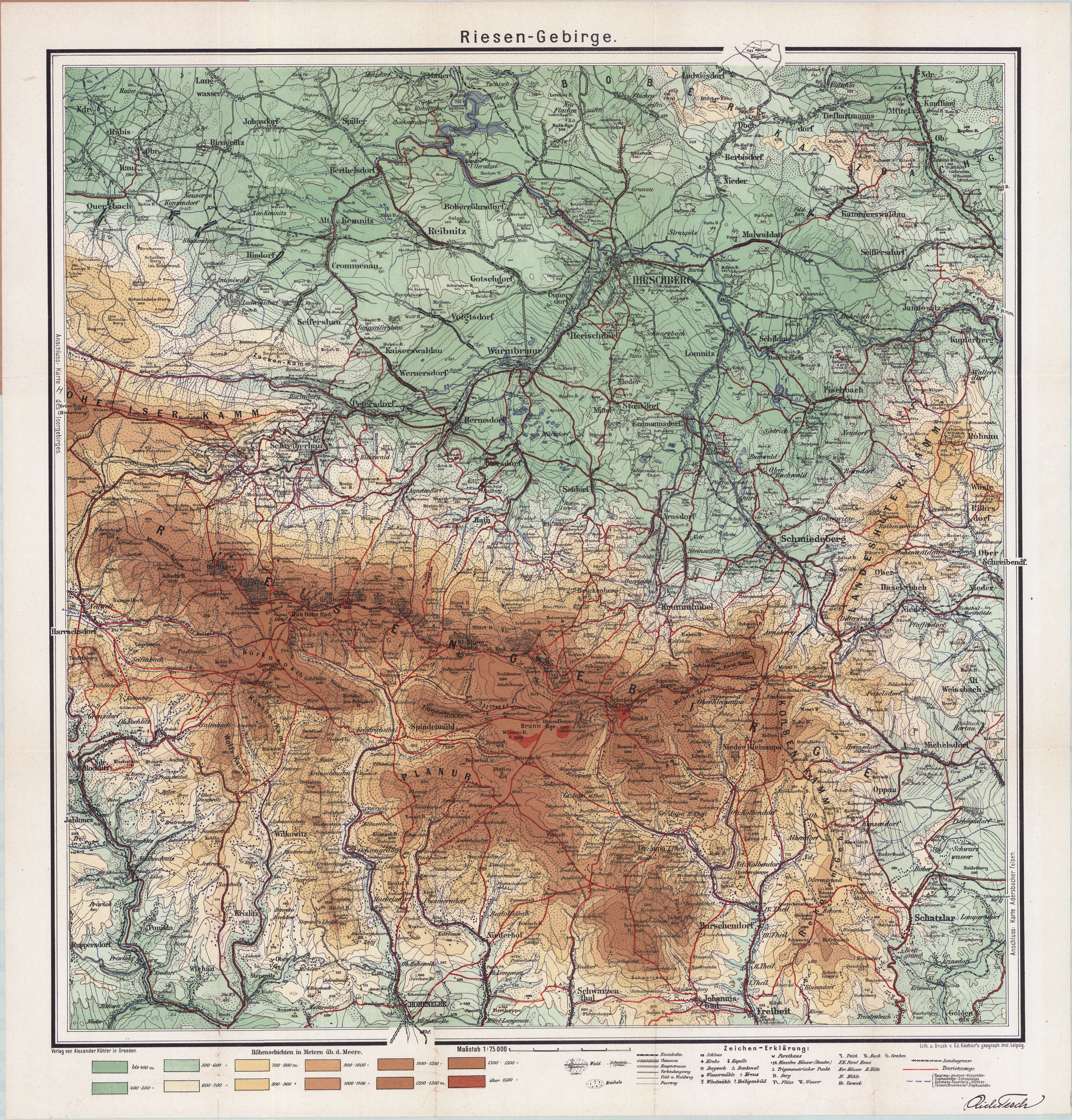
Riesengebirge mit der Hauptgebirgskette südlich und südwestlich der Kreisstadt Hirschberg im Riesengebirge auf einer Landkarte vor 1901

Das Riesengebirge war bis ins Mittelalter unbesiedelt. Die schlesischen Herzöge errichteten zu jener Zeit an den nördlichen Abhängen des Gebirges einige Grenzburgen zur Sicherung ihrer Gebiete. Mit der Ansiedlung sächsischer, fränkischer und thüringischer Kolonisten im Umkreis jener Burgen begann die Urbarmachung des Territoriums. Ausgehend vom Hirschberger Tal – 1288 etwa wurde Hirschberg gegründet – wurden nach und nach immer höhere Regionen des Gebirges erschlossen.
Die Besiedelung der böhmischen Seite des Riesengebirges hingegen begann weit später (Spindlermühle etwa 1793), durch Kolonisten aus dem Alpenraum. Diese Kolonisten brachten ihre traditionellen, für den Alpenraum typischen Wirtschaftsformen mit, etwa die alpine Weidewirtschaft. Dadurch entstanden im böhmischen Riesengebirge jene Bergbaudensiedlungen, die bis 1945 die Landschaft prägten.
Mit dem Ende des Zweiten Weltkrieges begann die Vertreibung der deutschen Bevölkerung. Die Bewohner des schlesischen Teils des Gebirges gelangten vorwiegend in den britisch und sowjetisch besetzten Teil Deutschlands, die Bewohner des böhmischen Teils vorwiegend in die amerikanische und ebenfalls in die sowjetische Besatzungszone. Die schlesische Seite wurde daraufhin mit Polen meist aus Zentral- und Ostpolen neubesiedelt, die böhmische Seite mit Tschechen. Hierbei handelte es sich um Neubürger aus dem tschechischen Landesinneren, tschechische Repatrianten, aber auch um Slowaken und Roma, die man kulturell assimilieren wollte. Ebenso gelangten auf beiden Seiten der Grenze griechische Bürgerkriegsflüchtlinge in die Region. Insbesondere auf der tschechischen Seite konnte die frühere Besiedelungsdichte allerdings nie mehr erreicht werden, sodass heute etwa zwei Drittel weniger Einwohner in dem Gebiet leben.

## Wirtschaft
Im Mittelalter begann der Bergbau. Zunächst waren es Edelsteine, dann kamen Eisenerz und andere Mineralien dazu. Für die Verarbeitung der Erze waren große Mengen Holz erforderlich, so dass der Rodung des Waldes Einhalt geboten werden musste. Der Dreißigjährige Krieg beendete die Blütezeit des Bergbaus. Auf der böhmischen Seite entwickelte sich die Glaskunst, die sich durch eine reiche Farbgestaltung auszeichnet. In der Stadt Harrachov befindet sich heute ein Glasmuseum und das Riesengebirgsmuseum Hirschberg hat eine große Glassammlung.
Besonders in der Umgebung von Bergbauden entstanden durch Rodung artenreiche Bergwiesen, welche in alpiner Weidewirtschaft gepflegt wurden. Durch die Vertreibung der Deutschen aus der Tschechoslowakei kam diese Art der Bewirtschaftung ab 1945 weitestgehend zum Erliegen, wodurch diese Bergwiesen nach und nach verwilderten. Geblieben ist die touristische Erschließung, die sich seit dem 19. Jahrhundert entwickelt hat, vor allem der Wintersport und Wandertourismus.

## Besonderheiten

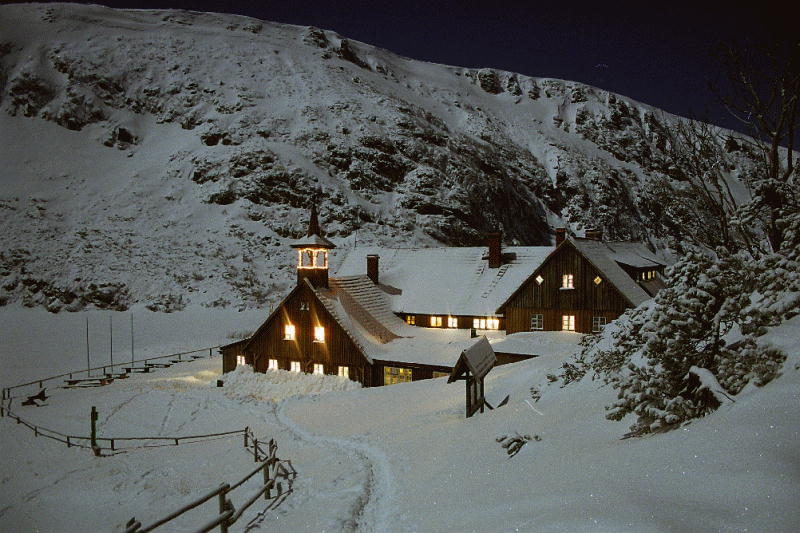
Die Teichbaude (Schronisko Samotnia) am Kleinen Teich, Polen

Typisch für das Riesengebirge sind die zahlreichen Bergbauden. Ursprünglich handelte es sich um von Hirten im Sommer bewohnte, meist hölzerne Schutzhütten in den höheren Gebirgslagen. Ab etwa 1800 wurden einige der Hütten für die ersten Wanderer interessant, sodass viele gegen Ende des 19. Jahrhunderts in Herbergen umgewandelt wurden. Später wurden die Bauden oft erweitert, um eine größere Zahl von Gästen bewirten und beherbergen zu können. Bekannte historische Bauden sind beispielsweise die Wiesenbaude (Luční bouda), die Martinsbaude (Martinová bouda) und die Wosseckerbaude (Vosecká bouda) in Tschechien sowie die Hampelbaude (Schronisko Strzecha Akademicka), die Teichbaude (Schronisko Samotnia) und die Neue Schlesische Baude (Schronisko na Hali Szrenickiej) in Polen. An anderen Stellen wurden die alten Bauden durch neuere Gebäude ersetzt. Zu diesen im 20. Jahrhundert speziell für touristische Zwecke errichteten Bauden zählen z. B. die Peterbaude (Petrova bouda, 2011 abgebrannt) oder die Gipfelbaude auf der Schneekoppe (Schronisko na Śnieżce).

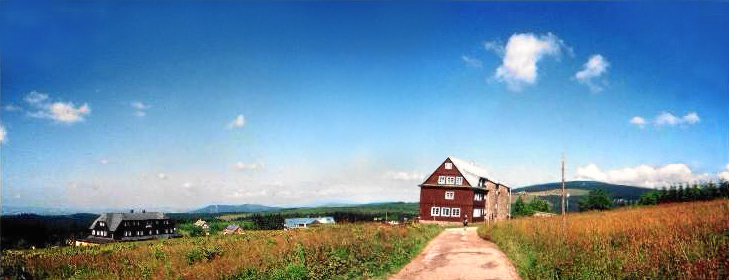
Hochfläche an der Pražská bouda

Auch zahllose, zum Teil sehr eindrucksvolle und auf der gesamten Länge des Gebirges vorhandene Felsformationen hat das Riesengebirge zu bieten, z. B. die Mädelsteine (tschech. Dívčí kameny, poln. Śląskie Kamienie) und die Mannsteine (tschech. Mužské kameny, poln. Czeskie Kamienie) in über 1400 m Höhe am Hauptkamm, die Harrachsteine (Harrachovy kameny) in Tschechien oder die gewaltigen Dreisteine (Pielgrzymy) und den Mittagstein (Słonecznik) in Polen. Es sind hohe Türme und Blöcke aus Granit, die durch ungleichmäßige Verwitterung verschiedenartige Formen angenommen haben. Oft ähneln sie Menschen oder Tieren, erreichen aber Höhen von bis zu 30 Metern. Ähnliche Formationen finden sich auch in anderen Teilgebirgen der Sudeten.
1914/15 schrieben Othmar Fiebiger (Text) und Vinzenz Hampel (Melodie) das Riesengebirgslied, das sich als volkstümliche Weise schnell verbreitete.

## Mythen und Sagen
Allgemein bekannt sind die Sagen und Märchen um den Berggeist Rübezahl (tschech. Krakonoš, poln. Liczyrzepa bzw. Duch Gór = Berggeist), der im Riesengebirge seine Heimat hat.

## Tourismus

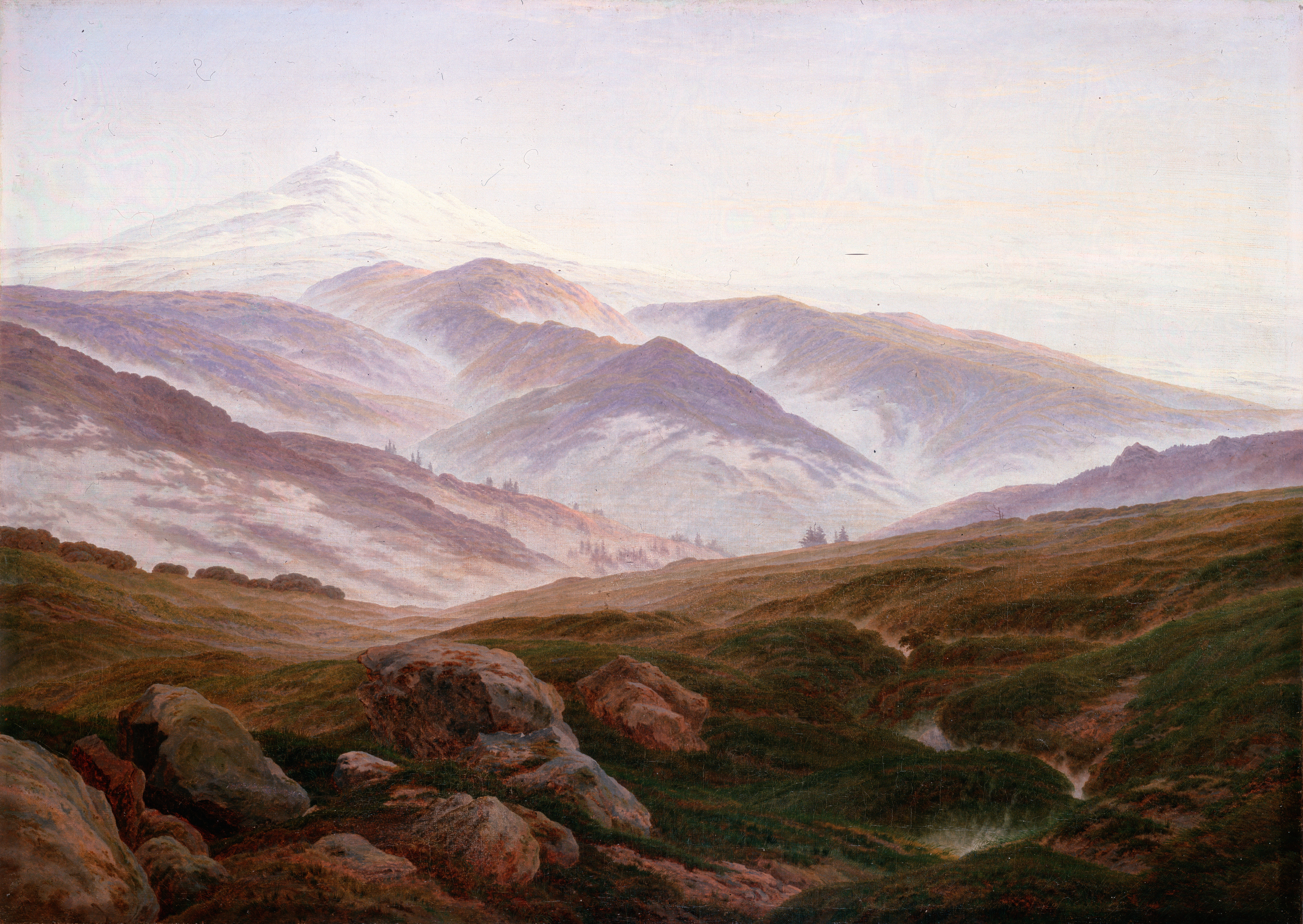
Erinnerungen an das Riesengebirge, Caspar David Friedrich, vor 1835
Blick vom Medvědín über Kozí hřbety und Luční hora zur Sněžka

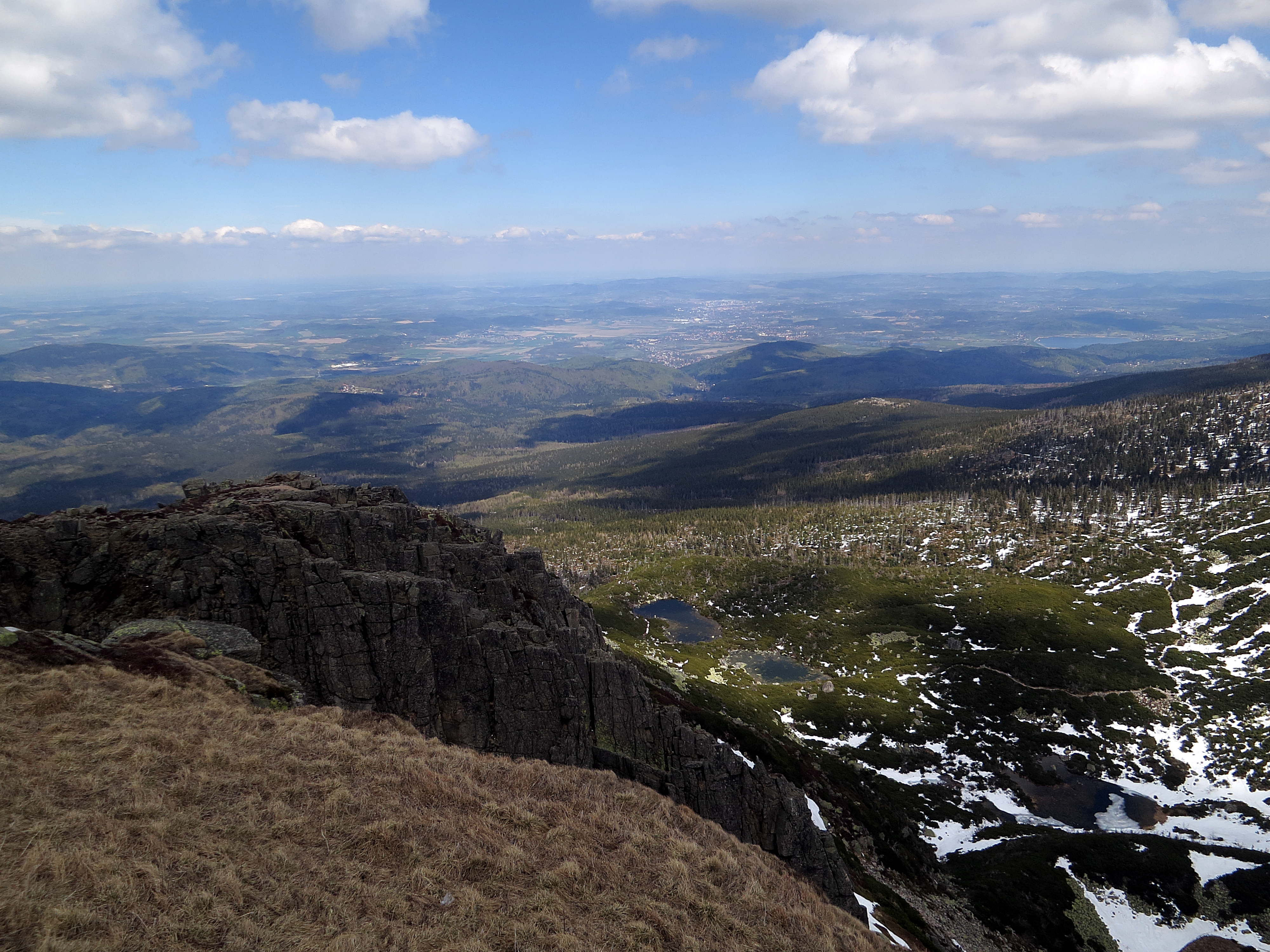
Blick aus der Großen Schneegrube

Das Riesengebirge ist eines der traditionsreichsten Touristengebiete in Mitteleuropa. Bereits im 18. und 19. Jahrhundert waren Besteigungen der Schneekoppe häufig, etwa durch Theodor Körner oder Johann Wolfgang von Goethe. Ende des 19. Jahrhunderts gründeten sich auf der böhmischen und schlesischen Seite des Gebirges zwei Vereine, der schlesische Riesengebirgsverein und der Österreichische Riesengebirgsverein. Beide setzten sich u. a. die touristische Erschließung des Riesengebirges zum Ziel, wozu in erster Linie der Wegebau vorangetrieben wurde. Insgesamt schuf man ein Wegenetz von 3000 Kilometern, wobei allein 500 Kilometer auf das Hochgebirge entfielen.
Das Riesengebirge wurde in Folge zu einem der beliebtesten Urlaubsgebiete Deutschlands. In Schreiberhau (poln. heute: Szklarska Poręba) auf der schlesischen Seite befanden sich seit der Gründerzeit zahlreiche Ferienvillen von Berliner Fabrikanten, die auch heute noch erhalten sind und ein besonderes Flair haben. Direkte Bahnverbindungen nach Schreiberhau bestanden von Berlin, Breslau und Dresden, sodass eine bequeme und schnelle Anreise möglich war.
Nach 1945 erfolgte auf beiden Seiten des Gebirges vor allem ein Ausbau der Skigebiete mit Liften und neuen Abfahrtspisten, während die traditionellen Bergbauden zunächst vernachlässigt wurden. Etliche wurden ein Opfer von Bränden, wie die Elbfallbaude, die Riesenbaude oder die einstige Rennerbaude und die Prinz-Heinrich-Baude. Ebenso verfielen aufgrund mangelnder Pflege viele Wanderwege, Sprungschanzen und Rodelbahnen. Der grenzüberschreitende Weg der polnisch-tschechischen Freundschaft (Kammweg) war in den 1980er-Jahren nur noch polnischen und tschechoslowakischen Bürgern zugänglich; ausländischen (und damit auch deutschen) Besuchern wurde die Nutzung untersagt.
Heute stellt das Riesengebirge vor allem für Gäste aus Deutschland und den Niederlanden wieder ein beliebtes Urlaubsziel im Sommer und im Winter dar. Große und schneesichere Skigebiete befinden sich auf der tschechischen Seite in Špindlerův Mlýn (Spindlermühle) und Harrachov (Harrachsdorf) sowie auf der polnischen Seite in Szklarska Poręba (Schreiberhau) und Karpacz (Krummhübel). Bekannt sind auch die Skiflugschanzen von Harrachov und Karpacz.

## Bedeutende Erhebungen
Siehe auch: Liste von Bergen im Riesengebirge

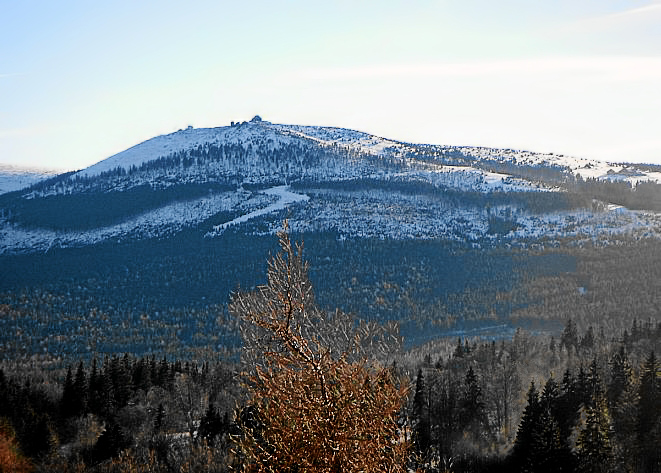
Reifträger, Ostseite 1362 m

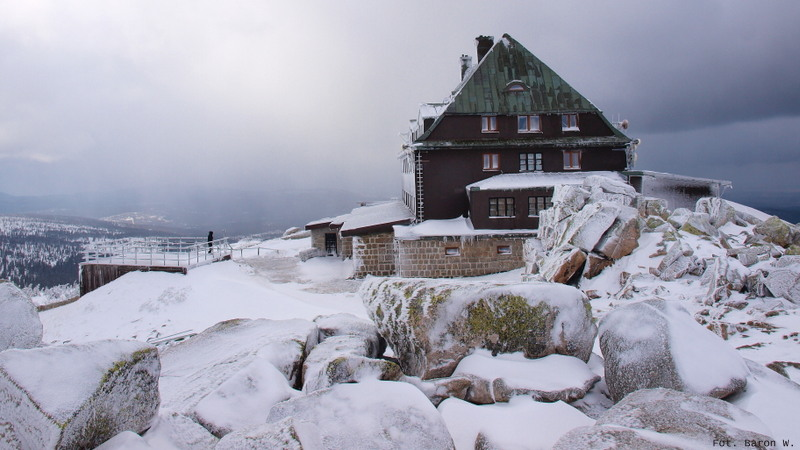
Reifträgerbaude
(Schronisko górskie Szrenica)

- Schneekoppe (tschech. Sněžka, poln. Śnieżka), 1602 m, höchster Berg des Riesengebirges, der Sudeten und Tschechiens, Gipfelstation des Sessellifts aus Pec pod Sněžkou
- Hochwiesenberg (Luční hora), 1555 m, höchster Berg des Böhmischen Kamms
- Brunnberg auch Steinboden (Studniční hora), 1554 m
- Hohes Rad (poln. Wielki Szyszak, tschech. Vysoké Kolo), 1509 m, höchster Berg im westlichen Teil des Riesengebirges
- Mittagsberg (Smogornia), 1489 m
- Veilchenstein (poln. Łabski szczyt, tschech. Violik), 1472 m
- Kleine Sturmhaube (poln. Mały Szyszak, tschech. Malý Šišák), 1439 m
- Kesselkoppe (Kotel), 1435 m
- Große Sturmhaube (poln. Śmielec, tschech. Velký Šišák), 1424 m
- Plattenberg (tschech. Zadní Planina), 1423 m
- Harrachsteine (tschech. Harrachovy kameny), 1421 m
- Mannsteine (tschech. Mužské kameny, poln. Czeskie Kamienie), 1416 m
- Mädelsteine (tschech. Dívčí kameny, poln. Śląskie Kamienie), 1414 m
- Schwarze Koppe (tschech. Svorová hora, poln. Czarna kopa), 1411 m
- Goldhöhe (tschech. Zlaté návrší), 1411 m
- Rosenberg (tschech. Růžová hora), 1390 m
- Kleine Koppe (Kopa), 1377 m, nördlicher Seitengipfel der Schneekoppe, Gipfelstation des Sessellifts aus Karpacz, Skigebiet
- Fuchsberg (Liščí hora), 1363 m
- Reifträger (Szrenica), 1362 m, Gipfelstation des Sessellifts aus Szklarska Poręba, Skigebiet
- Kahler Berg (Lysá hora), 1344 m
- Ziegenrücken (tschech. Kozí hřbety), 1422 m
- Heuschober (Stoh), 1315 m
- Schwarzenberg (Černá hora), 1299 m
- Schüsselberg (Medvědín), 1235 m, Gipfelstation des Sessellifts aus Špindlerův Mlýn, Skigebiet
- Teufelsberg (Čertová hora), 1020 m, Gipfelstation des Sessellifts aus Harrachov, Skigebiet, auch bekannt durch die dortige Skiflugschanze
- Kynast (Chojnik), 627 m, mit mittelalterlicher Burgruine Chojnik

## Ausgewählte Orte im Riesengebirge
in Polen:
- Jelenia Góra (Hirschberg)
- Karpacz (Krummhübel)
- Szklarska Poręba (Schreiberhau)
- Podgórzyn (Giersdorf)
- Jagniątków (Agnetendorf)
- Piechowice (Petersdorf)
- Kowary (Schmiedeberg)
- Kamienna Góra (Landeshut)

in Tschechien:
- Harrachov (Harrachsdorf)
- Rokytnice nad Jizerou (Rochlitz an der Iser)
- Vrchlabí (Hohenelbe)
- Špindlerův Mlýn (Spindlermühle)
- Pec pod Sněžkou (Petzer) mit Velká Úpa (Groß Aupa)
- Trutnov (Trautenau)